# 小椋三嘉
小椋 三嘉（おぐら みか、Ogura Mika）は、日本のエッセイスト、翻訳家。チョコレート・フランス食文化研究家でもある。夫は写真家のハナブサ・リュウ。

## 略歴
大学在学時、中京テレビの公募で新番組『5時SATマガジン』の中継レポーターとなり、同番組にレギュラー出演。ローカルタレントとして、テレビ・ラジオ、コマーシャル等で活躍した。カリフォルニア州立大学ロングビーチ校に留学経験があり英語が堪能。ラジオの英語番組のパーソナリティーも務めた。この頃から毎日新聞の日曜版に連載を持つ等、執筆活動を始める。
カナダ・バンクーバー国際交通博覧会（1986年）では、日本文化が英語で紹介できるMCとして日本政府館の劇場の司会者に抜擢された。この任期終了後に渡仏。1999年までフランス・パリ在住。
フランス在住中は、雑誌を中心にファッション、文学、絵画、音楽、料理、映画、演劇、建築、文化一般と幅広いジャンルに渡り記事やエッセイを寄稿。
帰国後、東京創元社より『チョコレートものがたり』を出版。現在は日本在住。

## 著作

### エッセイ
- 『チョコレートものがたり』（東京創元社） 2000年
- 『パリを歩いて - ミカのパリ案内』（東京創元社） 2002年
- 『ショコラが大好き!』（新潮社） 2004年
- 『チョコレートのソムリエになる』（集英社be文庫） 2007年
- 『高級ショコラのすべて』（PHP新書） 2010年、のち電子書籍、PHP研究所

### ノンフィクション
- 『アラン・デュカス 進化するシェフの饗宴』（新潮社） 2005年

## 翻訳
- 『嫉妬する女たち』（東京創元社） 1998年
- 『ソニア・リキエルのパリ散歩』（集英社） 2002年